# Курчал
Курчал (чечен. Куьрчал) — разрушенное селение, располагавшееся на юго-востоке современного Гудермесского района Чеченской Республики.

## География
Село располагалось на правом берегу реки Терека. На расстоянии 21 км к юго-востоку от районного центра — Гудермес и в 58 км к востоку от города Грозный.

## История
Основано в XVI—XVIII веках выходцами из горного Курчали. В основу названия населённого пункта Курчал легло названия чеченского тайпа Курчалой (чечен. Курчалой).
Согласно А. М. Попову, курчалойцы из округа Нашха в XIII веке основали селение Курчал на территории современного Веденского района.
Первое упоминание в 1732 году о Курчал записано в «Реестре горским владельцам» комендатом Д. Ф. Еропкиным в крепости Кизляр. На плане земель Осетии, составленном в 1768 года экспедицией С. Вонявина, указана также часть Чечни. По левому берегу реки Хархалау (Хулхулау) обозначено село Курчель (Курчалой).
В 1770 году селение Курчал, которое находилось в восточной части Чечни, упоминалось путешественником Иоганом Гюльденштедтом. Юлиус Клапрот в 1807—1808 годах, называя качкалыковские населенные пункты (Кошкельды в 300 дворов, Ноемберды в 350 дворов, Ойсунгур в 350 дворов, Истису в 500 дворов и Наврусаул в 50 дворов), относит к ним ичкеринские Курчал (у Клапрота Карчулак) в 20 дворов и Але-аул (Аллерой). Семён Броневский в 1823 году отмечал с. Курчал как первоначально входившее в округ Качкалык.
Там же перечисляет шесть качкалыковских аулов, расположенных в плодородных долинах правобережья Терека: Каш-Гельды, Науруз-Аул, Нойбер, Ойсангур, Исти-су, Курчал-аул. В 1819—1821 годах в ходе Кавказкой войны был проведен ряд карательных экспедиций против Качкалыковских аулов, в результате которых они были разрушены, жители селения Курчал переселились в район современного города Курчалой.
На месте бывшего селения Курчал сохранилось старое кладбище с покосившимися надмогильными плитами (после переселения курчалойцы по обычаю продолжали хоронить своих родственников на родовом кладбище).

## Галерея
- Курчал на карте Якова Штелина 1771 год.
- Курчал на карте Юлиуса Клапрота 1823 г.
- На карте левого фланга Кавказской линии, 1840 г.
- Надмогильная плита на месте бывшего села. Сын Берсана Элдарха погиб на пути газавата, по воле Аллаха.  1854 год.
- Петроглифы в верхней части камня